# Dieter Schneider (Fechter)

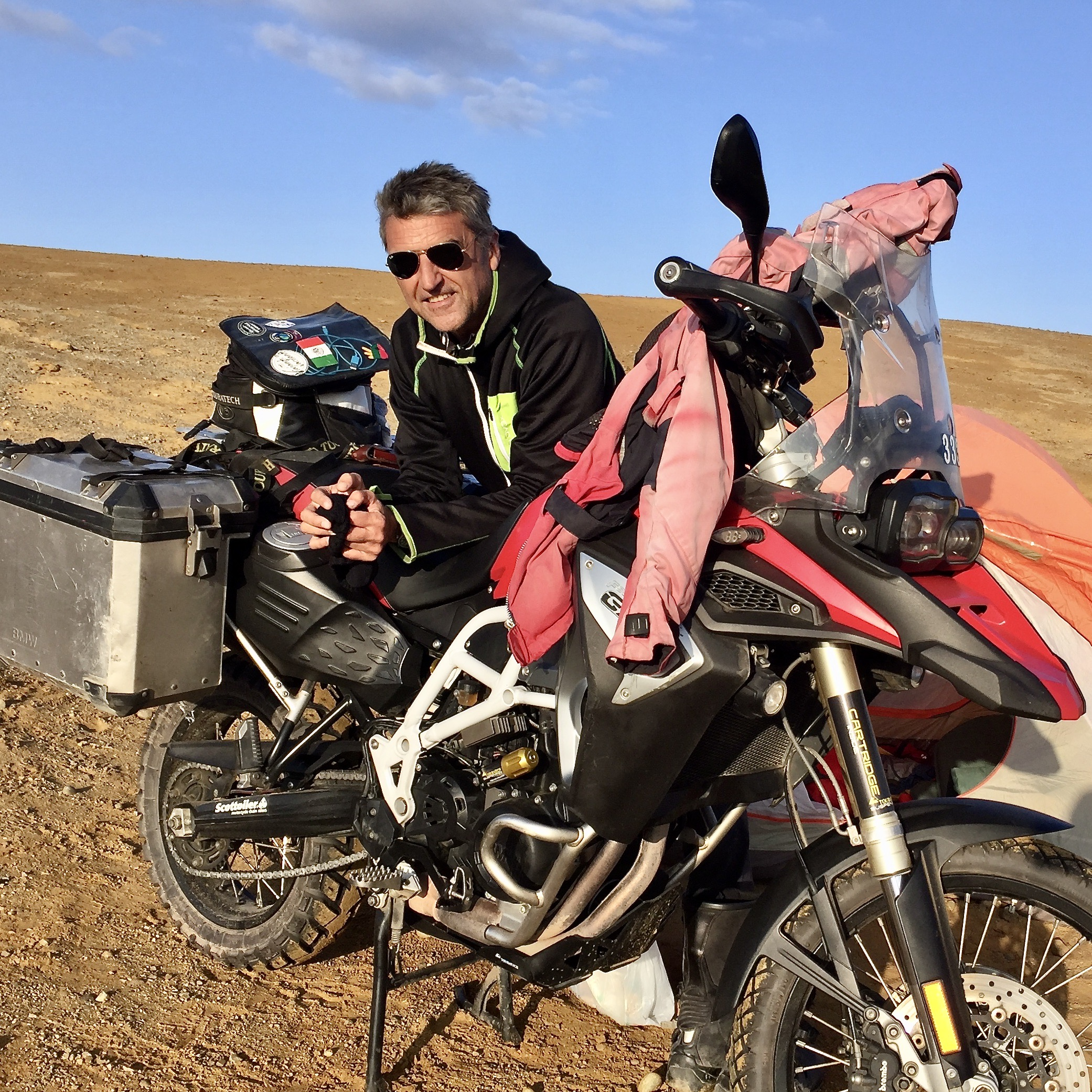
Fellows Ride, Peru, Paracas

Dieter Schneider (* 20. Februar 1959 in Koblenz) ist ein ehemaliger deutscher Säbelfechter und Teilnehmer an den Olympischen Spielen 1984 und Olympischen Spielen 1988. Er focht beim FC Tauberbischofsheim.
Schneider wurde 1986 deutscher Mannschaftsmeister, 1980 und 1982 deutscher Vizemeister, Einzel, im Säbelfechten. Zusätzlich belegte er bei vier weiteren Meisterschaften den dritten Platz. Bei den Olympischen Spielen 1984 in Los Angeles und 1988 in Seoul nahm er jeweils mit der Säbelmannschaft teil. 1984 verloren Schneider, Jürgen Nolte, Jörg Stratmann, Jörg Volkmann und Freddy Scholz das Gefecht um den dritten Plaz und verpassten als viertplatziertes Team eine Medaille nur knapp. 1988 belegte die Mannschaft (Becker, Kempenich, Nolte, Thönneßen, Schneider) den sechsten Rang.
Gemeinsam mit dem Freiwasserschwimmer Thomas Lurz gründete Schneider die Thomas Lurz und Dieter Schneider Sportstiftung, die der Förderung von Forschungen und Projekten im Bereich des Behindertensports/chronischer Erkrankungen und Depressionshilfe dienen soll und das inklusive Sportfest NoLimits! organisiert.
Dieter Schneider fuhr mit seinem Motorrad um die Welt. Mit seiner Reise macht er auf Depressionshilfe und Suizidprävention aufmerksam. 2017 erschien sein Buch „Wenn dich dein Leben rechts überholt – mit Freude und Tränen durch Afrika“.
Dieter Schneider ist Initiator der Fellows Rides, der Motorraddemonstrationen für Depressionshilfe.